# Kino Montréal
Pour les articles homonymes, voir Kino.
Kino Montréal (anciennement connu sous le nom Kino 00) est un organisme culturel à but non lucratif fondé à Montréal en 2001 par un groupe d'étudiants en cinéma. Cellule mère d'un mouvement qui s'est étendu à l'international, Kino cherche initialement à défier l’inertie du système de production et de diffusion des films,. Suivant le slogan « Faites bien avec rien, faites mieux avec peu, faites-le maintenant », son mandat est double : donner à chacun l’occasion d’entreprendre une démarche artistique de cinéma dans la plus grande spontanéité possible et ainsi acquérir de l'expérience, sans avoir à dépendre des infrastructures publiques ou privées,.

## Historique

### Des projections mensuelles itinérantes...
Le terme Kino, aussi bien en allemand qu'en russe, et plusieurs autres langues slaves, désigne le cinéma. Il provient également du grec kínêsis, qui signifie « mouvement ». Le collectif de trente jeunes cinéastes, majoritairement issus de l'Université du Québec à Montréal (UQAM), est fondé en février 1999 par Christian Laurence, Eza Paventi, Stéphane Lafleur et Jéricho Jeudy, avant de se constituer en une association à but non lucratif en février 2002,. À l'instar du Grand théâtre émotif du Québec, initié par Louis Champagne, Stéphane Crête et Gabriel Sabourin, qui conçoit, produit et interprète douze spectacles différents en autant de mois, le collectif se donne comme défi de réaliser et de présenter un court métrage à chaque mois jusqu'au bug de l'an 2000,.
Le bug n'aura jamais lieu et les délais de production s'assouplissent dès la deuxième année, mais les membres de Kino, également appelés kinoïtes, continuent de « jouer » au cinéma en réalisant et en soumettant leurs courts métrages au public dans des espaces à chaque fois différents, divulgués quelques jours à l'avance (taverne, loft, aréna, etc.). Comme lors des tournois de la Ligue nationale d'improvisation (LNI), l'auditoire peut alors imposer des « blâmes » aux réalisateurs qui ne respectent pas les échéances en les contraignant à réaliser une comédie musicale, un film d'hiver en plein été, ou encore, à inclure des Tortues Ninja dans leur prochain court métrage,.

### Aux Kino Kabarets
Le défi prend de l'ampleur tandis que le regroupement Kino rassemble un nombre croissant de kinoïtes, soit des réalisateurs, mais aussi des directeurs photo, des preneurs de son, des comédiens ou des directeurs artistiques. Désormais, les projections annuelles se déroulent dans des lieux consacrés au spectacle et font régulièrement salle comble (Cinémathèque québécoise, Théâtre Plaza, Ex-Centris...). Pour Kino, la démocratisation des outils de production et de diffusion (caméra numérique, format digital vidéo et ordinateurs portables) représente non seulement un potentiel de création et de liberté artistique, mais une façon de dynamiser le rapport entre le créateur, son œuvre et le spectateur,.
Dès 2001, à la suite d'un défi lancé par Luc Bourdon, directeur général et artistique de ce qui deviendra le Festival du nouveau cinéma (FNC), le Kino Kabaret est créé, permettant aux artisans de se rassembler et d'expérimenter de nouvelles avenues de création, mais aussi à Kino de se faire connaître et de se multiplier à l'étranger,. Pendant toute la durée d'un festival (Les Rendez-vous Québec Cinéma, le Festival Regard, le Festival du cinéma international en Abitibi-Témiscamingue, le Festival Spasm ou Fantasia), des kinoïtes en résidence provenant se réunissent et réalisent des courts métrages en 24, 48 ou 72 heures. Jennifer Alleyn décrit cet happening créatif ainsi : « Les jours pairs, à 9h du matin, ils se réunissent [...] pour former les équipes. [...] Quelques minutes plus tard, c'est parti : les capteurs d'images se dispersent dans la ville. En soirée, tout le monde rentre au bercail et la numérisation commence. Certains passeront la nuit à monter, d'autres dormiront sur les sofas du coin lounge de ce qui ressemble étrangement à la Factory d'Andy Warhol. [...] Quand le temps est écoulé, une boîte de carton reçoit les œuvres encore chaudes et tous décollent en taxi pour assister à la projection ».

## Structure institutionnelle

### Financement
Kino Montréal étant entièrement destiné à la production et à la diffusion du microcinéma, les évènements et les festivals dans lesquels il s'intègre servent à en faire la promotion, assurant ainsi autant la mise en réseau des différentes cellules que la perpétuation de l'âme festive de Kino. En 2008, Kino Montréal compte sur un budget annuel oscillant entre 80 000 $ à 100 000 $ dont la moitié provient de fonds privés. Autrement dit, grâce aux évènements annuels que sont les soirées VIP et les Galas Kino, l'organisme s'est constitué un réseau de mécènes lui permettant de maintenir ses activités courantes.
Inaugurée en 2002, la soirée Kino VIP est un évènement bénéfice annuel qui permet à Kino Montréal de poursuivre ses activités et notamment, de rembourser une partie des frais de la tournée européenne. Philippe Falardeau, James Hyndman et Rafaël Ouellet figurent parmi les porte-paroles de cette activité de levée de fonds.
Le Gala Kino est l'événement annuel de financement de Kino Montréal. Le financement s'effectue par la vente de billets individuels et de réservations de tables corporatives. Le Gala Kino est un gala où plus de 400 personnes issues de l'industrie du cinéma, de la télévision et des médias numériques sont invitées. Il s'agit d'une activité de réseautage qui permet aux participants de rencontrer différents acteurs du milieu du cinéma, de découvrir des réalisateurs et de visualiser leurs dernières créations.

## Artistes liés à Kino Montréal
- Jennifer Alleyn[13]
- Martine Asselin[16]
- Henry Bernadet[20]
- Anastasia Bourlakova[21]
- Frédéric Dompierre[11]
- Loïc Guyot[22]
- Philippe Falardeau[2]
- Richard Lacombe[23]
- Stéphane Lafleur[13]
- Chloé Leriche
- Vincent Morrisset
- Rafaël Ouellet[17]
- Geneviève Perron[22]
- Iann Saint-Denis[22]

## Lieux de diffusion
- Cinémathèque québécoise (1999-2008)[11],[24]
- Hors-Bord, local du Pont Bridge, troupe de théâtre dirigée par Carole Nadeau (2000-2002)[25]
- Le Club Soda (2001-2006)[18]
- Complexe cinématographique Ex-Centris (2001-2006)[26]
- Théâtre Plaza (2002-2020)[23]
- Société des arts technologiques (2002-2009)[27]
- Cinéma Beaubien (2002-2005)[28]
- Cabaret du Lion d'Or (2007-2008)[29]
- Théâtre Rialto (2011-2019)[17]
- L'Astral (2015-2018)[30]

## Distinctions

### Récompense
- 2008 : 24e Prix de reconnaissance du Conseil des arts de Montréal[31]

### Nomination
- 2008 : 24e Grand Prix du Conseil des arts de Montréal[32]